# Portada (arquitectura)

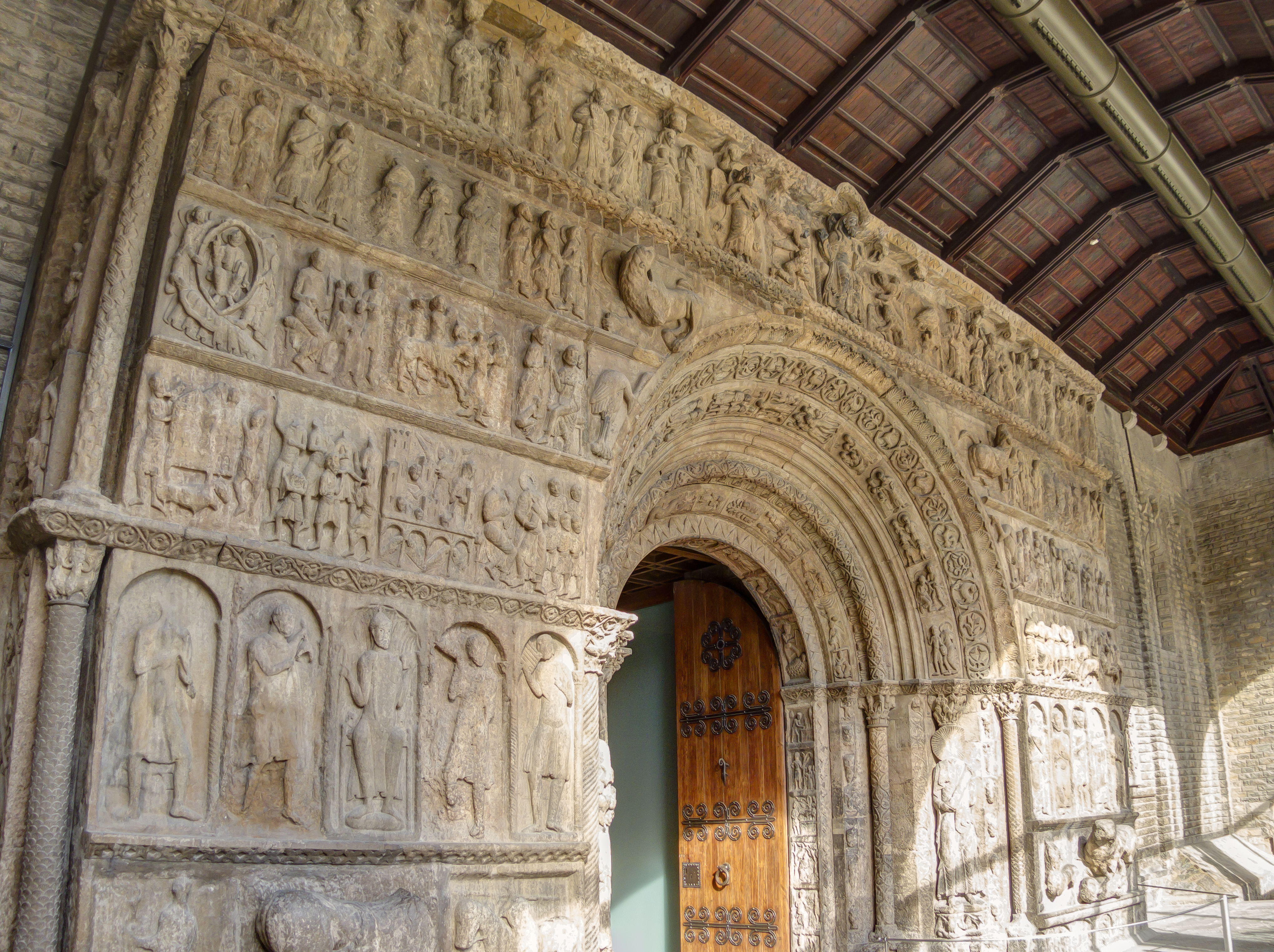
Portada románica del monasterio de Ripoll.

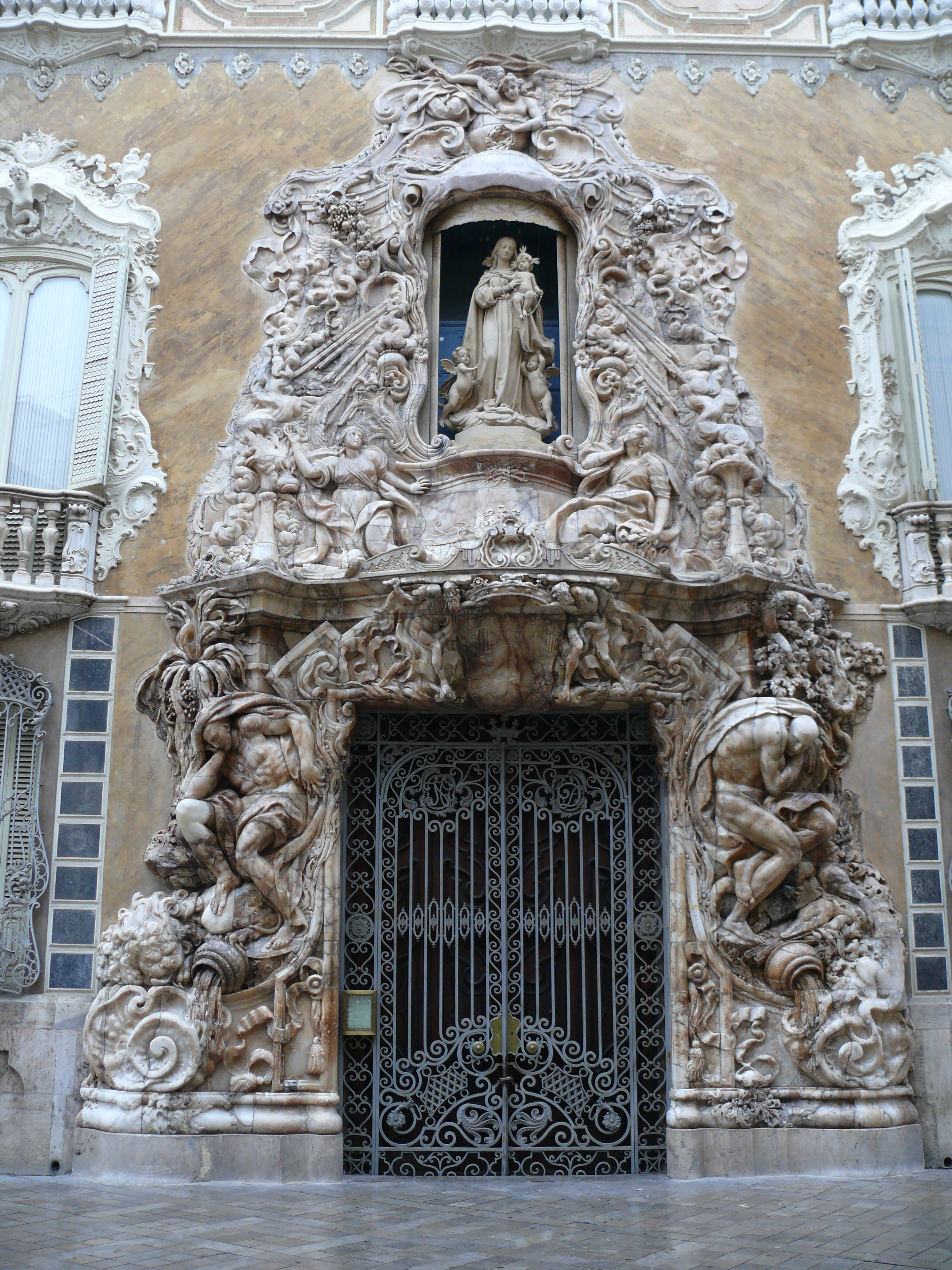
Portada del Palacio del Marqués de Dos Aguas, elemento arquitectónico de la arquitectura rococó.

Una portada es el ornato arquitectónico que guarnece y adorna las puertas principales de los edificios suntuosos. Es el conjunto de elementos arquitectónicos que conforman la puerta y su ornamentación y en el cual aparece impreso, con sus peculiares caracteres, el estilo del edificio. Se dice principalmente de los monumentos arquitectónicos religiosos.
En el arte grecorromano, la portada se compone a menudo de columnas superpuestas adosadas a la pared o poco salientes y dispuestas a ambos lados de las puertas a las cuales encuadran sin enmascarar. 
- Entre las más hermosas portadas de estilo bizantino o románico se citan las de San Marcos de Venecia y la de la Catedral de Angulema.
- Ente las de estilo gótico son célebres las de las catedrales de Reims, Estrasburgo, Notre Dame de París y, en España, las de las catedrales de Tarragona, León o Burgos, entre otras. Son también muy notables y lujosas las portadas de los monasterios de Oseira y Ripoll
- En arquitectura moderna, las de San Pedro, en Roma, Saint Paul, de Londres, y la iglesia de la Madeleine, de París, entre otras.
- Como ejemplos de las portadas posteriores, merece destaque la de las Escuelas Mayores de Salamanca y la de la Iglesia de Nuestra Señora de la Asunción de Manzanares, quizás la más importante del arte plateresco de la provincia de Ciudad Real.